# Sommet de l'OTAN de 2006
Pour un article plus général, voir Sommet de l'OTAN.
Le sommet de l'OTAN Riga 2006 est le 19e sommet de l'OTAN, conférence diplomatique réunissant à Riga, en Lettonie, les 28 et 29 novembre 2006, les chefs d'État et de gouvernement des pays membres de l'Organisation du traité de l'Atlantique nord.